# 蕭近高
蕭近高（1555年4月8日—1630年11月24日），字损之、抑之，號九生，江西吉安府廬陵縣（今江西省吉安市）人。明朝政治人物，萬曆乙未進士，官位最高曾到工部侍郎。

## 生平
萬曆十六年戊子科江西鄉試第三十一名舉人，萬曆二十三年（1595年）乙未科會試第一百二名，廷試三甲第三名進士。工部觀政，本年六月被授予中書舍人职位。二十八年行取，三十年二月擢升为禮科給事中。三十一年五月充册封使，三十三年十二月巡视十庫，三十四年正月升户科右，三十四年八月与蒋孟育主考浙江鄉試，职位多次变动，萬曆三十五年七月成为刑科都給事中。因自己请求外出任官，三十六年十一月被任命为浙江右參政，尔后在四十年四月升迁为按察使。之后因为抱病而离任。返回后起任為福建按察使，四十三年六月升右布政使，轉浙江左布政使，四十六年九月致仕。他在所到的地方皆因品行高尚而聞名。
泰昌元年（1620年）被征召為太僕寺卿。明光宗暴病而亡之后，官员们在朝廷上議论「紅丸案」，蕭近高称崔文升、李可灼应當被斬首，方從哲应勒令其返回家乡，張差謀逆一事证据确凿，不能因为他瘋癲而免于惩罚。之后他历任工部左侍郎、右侍郎。天啟二年（1622年）冬天，因为染病而离任。天啟五年冬（1626年），被起用为南京兵部，并拟定为左侍郎。他极力推辞却不被允许。当時魏忠賢势力庞大，蕭近高不愿意出任官职，拖延了很久，被給事中薛國觀彈劾而失去职位。崇禎初年，官职恢复，却逝世于家中。著作有《三草集》。

## 家族
曾祖蕭升，旌奖善人。祖蕭正芮，旌奖善人。父蕭敷，庚子舉人、巴縣浏阳县知县、进阶文林郎。母王氏，贈孺人；继母劉氏。永感下。

## 延伸阅读
[在维基数据编辑]
 《明史卷二百四十二》，出自《明史》